# 多利·默里
多利·S·默里（英語：Dorie S. Murrey，1943年9月7日—），美国NBA联盟前职业篮球运动员。他在1966年的NBA选秀中第2轮第2顺位被底特律活塞选中。